# Триконис, Гас
Гас Трико́нис (англ. Gus Trikonis, имя при рождении — Ко́стас Трицо́нис (англ. Kostas Tritchonis); род. 21 ноября 1937, Манхэттен, Нью-Йорк, США) — американский актёр, танцор, кино- и телережиссёр, кинопродюсер и сценарист. Как актёр наиболее известен по роли Индио в музыкальном фильме «Вестсайдская история» (1961), как режиссёр — по фильмам категории B, относящимся к жанру эксплуатационное кино.

## Биография
Родился в семье греков, иммигрировавших в США из Греции. Старший брат художницы по костюмам и актрисы Джины Триконис (род. 1939).
В течение двух лет посещал Городской колледж Нью-Йорка.
Работал в продюсерской компании «New World Pictures» Роджера Кормана.
Профессиональную карьеру в киноиндустрии начал в качестве актёра и танцора на Бродвее.

## Личная жизнь
В 1969—1976 годах состоял в браке с актрисой Голди Хоун. Был её первым мужем. Будущие супруги познакомились в 1966 году в Анахайме (Калифорния). Хоун посетила экстрасенса, предсказавшего их свадьбу. Триконис, однако, отказался от просьбы Хоун завести детей, так как её непостоянство заставляло его беспокоиться относительно их отношений.
В 1978—2012 годах был женат на Барбаре Эндрюс (1942—2012), от брака с которой имеет сына Николаса (род. 1981), оператора-постановщика и актёра по профессии.

## Фильмография

### Актёр
- 1961 — The Law and Mr. Jones — (28 эпизод 1 сезона)
- 1961 — Вестсайдская история — Индио
- 1963 — Час Альфреда Хичкока — Горди Сайкс (22 эпизод 1 сезона)
- 1963 — 77 Sunset Strip — Марко Коста (8 эпизод 6 сезона)
- 1963 — Беглец — молодой возлюбленный (26 эпизод 1 сезона)
- 1964 — The Lieutenant — первый унтер-офицер (29 эпизод 1 сезона)
- 1964 — The Unsinkable Molly Brown — Джо
- 1964 — Pajama Party
- 1966 — Voyage to the Bottom of the Sea — (15 эпизод 2 сезона)
- 1966 — The Virginian — (3 эпизод 5 сезона)
- 1966 — Песчаная галька — Ресторфф
- 1967 — Iron Horse — Маноло (25 эпизод 1 сезона)
- 1967 — Резня в день Святого Валентина — Рио
- 1967 — Dundee and the Culhane — Тонока (10 эпизод 1 сезона)
- 1968 — The Hellcats — Скорпио

### Режиссёр
- 1969 — Five the Hard Way
- 1975 — Supercock
- 1975 — The Swinging Barmaids
- 1976 — Nashville Girl
- 1976 — The Student Body
- 1977 — Moonshine County Express
- 1978 — The Evil
- 1979 — The Darker Side of Terror
- 1979 — The Last Convertible (3 эпизод 1 сезона)
- 1979 — She’s Dressed to Kill
- 1980 — Фламинго-роуд (пилотный эпизод)
- 1980 — Touched by Love
- 1981 — Elvis and the Beauty Queen
- 1981 — Take This Job and Shove It
- 1981 — Twirl
- 1982 — Miss All-American Beauty
- 1983 — Dance of the Dwarfs
- 1983 — Dempsey
- 1983 — First Affair
- 1985 — Происки в Стране чудес
- 1985 — Midas Valley
- 1985 — Love on the Run
- 1986 — Jack and Mike
- 1986 — Сумеречная зона (18 и 22 эпизоды 1 сезона, 2 и 4 эпизоды 2 сезона)
- 1986 — Christmas Snow
- 1988 — Open Admissions
- 1989 — Unsub (7 эпизод 1 сезона)
- 1989—1990 — Умник (8, 13 и 20 эпизоды 2 сезона, 9 эпизод 4 сезона)
- 1988—1990 — Красавица и чудовище
- 1990—1991 — Флэш (2, 4 и 14 эпизоды 1 сезона)
- 1991 — Охотник (14 и 21 эпизоды 7 сезона)
- 1991 — The Great Pretender
- 1993 — Квантовый скачок (19 эпизод 5 сезона)
- 1993 — The Commish (7 эпизод 3 сезона)
- 1994, 1997—1999 — Viper (7 эпизодов)
- 1994 — Гром в раю (8 и 11 эпизоды 1 сезона)
- 1994 — New York Undercover (5 эпизод 1 сезона)
- 1994 — Подводная одиссея (9 эпизод 2 сезона)
- 1995 — Robin’s Hoods (16, 18 и 21 эпизоды 1 сезона)
- 1995 — Burke’s Law (2 и 5 эпизоды 2 сезона)
- 1995 — Baywatch Nights (1, 7 и 8 эпизоды 1 сезона)
- 1996 — Часовой (4 эпизод 1 сезона)
- 1997 — Insel der Furcht
- 1989—1997 — Спасатели Малибу (22 эпизода)
- 1996—1997 — Удивительные странствия Геракла (5 эпизодов)
- 1999—2000 — Золотые крылья Пенсаколы (8 и 13 эпизоды 3 сезона)
- 2001 — 18 Wheels of Justice (4 эпизод 2 сезона)